# Sphenorhina nuptialis
Sphenorhina nuptialis is een halfvleugelig insect uit de familie schuimcicaden (Cercopidae). De wetenschappelijke naam van deze soort is voor het eerst geldig gepubliceerd in 1864 door Stål.